# 文奇察縣

52°3′N 19°12′E / 52.050°N 19.200°E
文奇察縣（波蘭語：Powiat łęczycki），是波蘭的縣份，位於該國中部，由羅茲省負責管轄，首府設於文奇察，面積774平方公里，2006年人口53,435，人口密度每平方公里69人。